# Iridomyrmex prismatis
Iridomyrmex prismatis är en myrart som beskrevs av Steven O. Shattuck 1993. Iridomyrmex prismatis ingår i släktet Iridomyrmex och familjen myror. Inga underarter finns listade i Catalogue of Life.